# Čirkin Polje
Čirkin Polje (szerbül: Чиркин Поље), falu Bosznia-Hercegovinában, Bosanska krajina területén, Prijedor községben, a Szerb Köztársaságban. 

## Fekvése
Bosznia-Hercegovina északnyugati részén, Banja Lukától légvonalban 43, közúton 52 km-re északnyugatra, községközpontjától légvonalban és közúton 1 km-re keletre, 160 – 170 méteres tengerszint feletti magasságban fekszik. Lényegében összenőtt a várossal. Urije felé a határt a Bikarevića patak és a Kozarska utca jelenti, Svalétől a Milan Vrhovac utca, Orlovcitól pedig az Omladinski út határolja el.

## Népessége
| Nemzetiségi csoport | Népesség 1991 | Népesség 2013 |
| ------------------- | ------------- | ------------- |
| Szerb               | 1623          | 2431          |
| Bosnyák             | 29            | 13            |
| Horvát              | 99            | 55            |
| Jugoszláv           | 172           | 4             |
| Egyéb               | 73            | 58            |
| Összesen            | 1996          | 2561          |

## Története
A régészeti leletek tanúsága szerint területén már a római korban is laktak emberek. Az Urijéből – Čirkin Poljéra vezető út közelében római település maradványai találhatók. Ezen a helyen, melyek a helyiek Crkvinának neveztek, a középkorban monostort építettek, mely az 1683-1699-es osztrák-török háborúban pusztult el.
A település 1878-ig tartozott az Oszmán Birodalomhoz, ekkor a berlini kongresszus határozata alapján az Osztrák-Magyar Monarchia része lett. 1910-ben a községben 33 háztartást, 161 ortodox szerb, 46 katolikus és 2 görög katolikus lakost találtak. A monarchia szétesésével 1918-ban előbb a Szerb-Horvát-Szlovén Királyság, majd 1929-től a Jugoszláv Királyság része. 1921-ben a községnek 34 háztartása és 208 lakosa volt. Jugoszlávia megszállása után a falu a Független Horvát Állam (NDH) része lett.
1942 májusában Tito partizánjai behatoltak Prijedorba, és ezzel megkezdődött a gyilkosságok sorozata ebben a városban. Kevesebb mint egy hónap alatt a partizánok 229 prijedori polgárt, a városban és környékén pedig összesen több mint 400 civilt öltek meg oly módon, hogy letartóztatták, őrizetbe vették és a rendőrség börtönében tartották fogva őket. Ezután a foglyokat egyenként állították a partizán forradalmi bíróság elé, és sorra ítélték halálra. A partizánok a Prijedortól három kilométerre a Kozara-hegység felé eső Čirkin Poljéhez tartozó, Pašinac falucska közelében levő Glavica nevű helyen lőtték le az elítélteket és négy, azóta feltárt tömegsírba dobták őket.
1945-től a település a szocialista Jugoszlávia része volt. A víz és csatornahálózat az 1970-es években épült ki. A boszniai háború idején a település a Boszniai Szerb Köztársasághoz tartozott. A daytoni békeszerződést követő területfelosztásnál a település Prijedor község részeként a Szerb Köztársaság területéhez került.

## Kereskedelem
Prijedor Čirkin Polje felőli bejáratánál, az útkereszteződésben található a "Vilako" (VILA Co) nevű nagypiac.

## Egészségügy
- A településen van egy egészségügyi központ, amelyben a „Dr. Mladen Stojanović” általános kórház is működik, amely egyben az egyetlen kórház Prijedorban.

## Nevezetességei
- Čirkin Polje és Orlovača község határán található a Miloševac szerb ortodox monostor. A monostor még épülőfélben van, de középkori előzményei vannak, melyet a régészeti kutatások fedeztek fel. [9] A középkori kolostor az 1683-1699-es osztrák-török háború során pusztult el. A lerombolt kolostor helyén temető alakult ki. Banja Luka püspöke, Jefrem kezdeményezésére 2018 augusztusában kezdődött meg a kolostor újjáépítése.[10] A bizánci stílusban épülő épület méretei 28x18 méter, így a Miloševac monostor jelenleg a legnagyobb kolostor a Banja Luka egyházmegyében, és elkészülte után az egyik legszebb és legnagyobb kolostor lesz a szerb ortodox egyházban.

- Crkvina – Az Urijéből – Čirkin Poljéra vezető út közelében római település maradványai találhatók. A római romokon később temető létesült.[4]

## Fordítás
- Ez a szócikk részben vagy egészben  a(z)   Чиркин Поље című szerb Wikipédia-szócikk ezen változatának fordításán alapul.  Az eredeti cikk szerkesztőit annak laptörténete sorolja fel. Ez a jelzés csupán a megfogalmazás eredetét és a szerzői jogokat jelzi, nem szolgál a cikkben szereplő információk forrásmegjelöléseként.